# Françoise Martres
Pour les articles homonymes, voir Martres.
Françoise Martres est une magistrate française née en 1957.
Elle est vice-présidente du tribunal judiciaire de Bordeaux et ancienne présidente du Syndicat de la magistrature (SM).

## Biographie

### Carrière professionnelle
Fille d’un médecin militaire et d’une mère au foyer, son engagement syndical démarre lors de ses études  à l’Ecole nationale de la magistrature en 1980. En 1982, elle est juge d’instruction à Saintes. En 1996, elle est nommée vice-présidente du tribunal de grande instance de Versailles, fonction qu'elle occupe jusqu'en 2005, où elle devient conseillère de la chambre sociale  de la cour d’appel d’Agen.
En 2013, Françoise Martres devient présidente du Syndicat de la magistrature. Lié à l'affaire du « Mur des cons », plusieurs refus de promotion lui ont été opposés en 2016 et 2017. Le Conseil d'Etat a rejeté le recours de Françoise Martres sur  fondement de discrimination lié à son appartenance syndicale.
En juin 2017, Nicole Belloubet, ministre de la justice, propose la candidature de Françoise Martres, pour un poste de première vice-présidente adjointe au tribunal de grande instance de Bordeaux. Par décret du président de la République  publié au Journal officiel de la République française, elle est nommée officiellement après avis conforme du Conseil supérieur de la magistrature. Plusieurs candidats ayant postulé pour ce poste, cette nomination suscite des interrogations sur les liens de Nicole Belloubet avec les syndicats.

#### Affaire «Mur des cons»
Françoise Martres est présidente du Syndicat de la magistrature au moment de la révélation de l'affaire du « Mur des cons ». Cette affaire, révélée en avril 2013 par le journal Atlantico et un journaliste de France 3, consistait en un trombinoscope de dizaines de photos dans un local du syndicat, épinglant des politiques essentiellement de droite ou d'extrême droite, des magistrats, journalistes ou intellectuels et deux particuliers : Philippe Schmitt, dont la fille avait été tuée en 2007 dans le RER et Jean-Pierre Escarfail, un autre plaignant d’une jeune fille violée et assassinée en 1991 par Guy Georges.
Le 17 février 2014, Françoise Martres est mise en examen et visée par douze plaintes de personnalités épinglées sur le mur. Elle affirme que le mur en question est dans un local qui n'est pas destiné à recevoir du public et déclare : « C'est un défouloir qui a été fait sous les années Sarkozy, quand les magistrats étaient attaqués de tous les côtés. Cela reste un truc de potache, comme il peut y en avoir partout. » 
Classée à gauche, voire extrême gauche, Françoise Martres dénonce une manipulation partisane de l'opposition politique  en déclarant : « Le Syndicat de la Magistrature est un syndicat de gauche alors certains ne le supportent pas » et ajoute que l'existence du « Mur des cons » ne démontre en rien une partialité du Syndicat de la magistrature. Dans une lettre ouverte destinée à la ministre de la Justice, Christiane Taubira, elle critique ensuite la « saisine consternante » du CSM. Christiane Taubira estime qu'il est impossible de « déterminer des responsabilités personnelles » et, donc, de demander des sanctions. Le Syndicat de la magistrature reçoit le soutien de Jean-Luc Mélenchon qui dénonce une atteinte à « la liberté d'expression »,.
Dans un premier temps, le parquet requiert la relaxe du fait que Françoise Martres n’aurait pas souhaité rendre public l'affichage litigieux, celui-ci étant accroché dans un « lieu privé », et le journaliste introduit dans la pièce ayant reconnu avoir filmé en caméra cachée avec son smartphone. Le magistrat estime par ailleurs que le délit tombe sous le coup de la prescription. Néanmoins, en 2015, le renvoi en correctionnelle est décidé, les magistrats estimant que la dirigeante syndicale est à l'origine de la publicité du panneau de photos injurieusement épinglées, car elle a fait entrer elle-même le journaliste dans la pièce,.
Cinq ans après, fin 2018, lors de son procès, elle déclare entre autres : « Je ne dis pas que c'est intelligent, je dis que ce n'est pas l'ignominie absolue dont on parle tout le temps ». Le tribunal correctionnel de Paris  condamne Françoise Martres, seule prévenue dans l'affaire, pour « injure publique » et lui inflige une amende de 500 € avec sursis ainsi qu’à verser 5 000 euros de dommages et intérêts et 10 000 euros au titre des frais de justice au seul plaignant qui n'ait pas été débouté, Philippe Schmitt,. Lors du procès en appel en décembre 2019, la cour confirme sa condamnation pour injure publique envers Philippe Schmitt, et ajoute une condamnation pour injure publique envers Robert Ménard et le Rassemblement national. Elle doit leur verser un euro de dommages et intérêts et 1 000 euros au titre des frais de justice. En janvier 2021, la Cour de cassation rejette les pourvois déposés par Françoise Martres. Les condamnations contre l’ancienne présidente du Syndicat de la magistrature deviennent donc définitives.